# Al-Ain Sports and Cultural Club 2021-2022
Questa voce raccoglie le informazioni riguardanti l'Al-Ain Sports and Cultural Club nelle competizioni ufficiali della stagione 2021-2022.

## Maglie e sponsor
Lo sponsor tecnico per la stagione 2021-2022 è Nike, mentre lo sponsor ufficiale è la First Abu Dhabi Bank.
| Casa | Trasferta | Terza divisa |

## Organigramma societario

### Staff Tecnico
| Posizione                            | Nome                         |
| ------------------------------------ | ---------------------------- |
| Allenatore                           | Serhij Rebrov                |
| Vice Allenatore                      | Vicente Gómez Ahmed Abdullah |
| Match analyst                        | Alberto Bosch                |
| Preparatore Atletico                 | Jesus                        |
| Allenatore Portieri                  | Radu Lefter Dan Zdrîncă      |
| Allenatore U-21                      | Ghazi Fahad                  |
| Supervisore Prima Squadra e Under 21 | Abdullah Al Shamsi           |

### Staff dirigenziale
- Presidente: Mohammed bin Zayed Al Nahyan
- Vicepresidente: Hazza bin Zayed Al Nahyan
- Amministratore Delegato: Tahnoon Bin Zayed Al Nahyan
- Direttore Generale: Ghanem Mubarak Al Hajeri
- Vicedirettore: Ahmed Humaid Al Mazroui
- Membro del Consiglio: Mohammed Obeid Hammad
- Membro del Consiglio: Sultan Rashed Al Kalbani
- Membro del Consiglio: Ali Msarri Al Dhaheri

## Rosa
Aggiornata al 6 maggio 2022
| N. |                                | Ruolo | Calciatore                                    |
| -- | ------------------------------ | ----- | --------------------------------------------- |
| 1  | Emirati Arabi Uniti (bandiera) | P     | Mohammed Abo Sandah                           |
| 2  | Emirati Arabi Uniti (bandiera) | D     | Saoud Al Mehri                                |
| 3  | Emirati Arabi Uniti (bandiera) | D     | Salem Abdullah                                |
| 4  | Emirati Arabi Uniti (bandiera) | D     | Mohammed Ali Shaker                           |
| 5  | Colombia (bandiera)            | D     | Danilo Arboleda                               |
| 6  | Emirati Arabi Uniti (bandiera) | C     | Yahia Nader                                   |
| 7  | Emirati Arabi Uniti (bandiera) | A     | Caio Canedo                                   |
| 8  | Emirati Arabi Uniti (bandiera) | A     | Ali Eid                                       |
| 9  | Togo (bandiera)                | A     | Kodjo Laba                                    |
| 10 | Argentina (bandiera)           | C     | Cristian Guanca (in prestito dall' Al-Shabab) |
| 11 | Emirati Arabi Uniti (bandiera) | D     | Bandar Al-Ahbabi (Capitano)                   |
| 12 | Emirati Arabi Uniti (bandiera) | P     | Sultan Al-Mantheri                            |
| 13 | Emirati Arabi Uniti (bandiera) | C     | Ahmed Barman                                  |
| 14 | Emirati Arabi Uniti (bandiera) | C     | Rayan Yaslam                                  |
| 15 | Brasile (bandiera)             | D     | Erik                                          |
| 17 | Emirati Arabi Uniti (bandiera) | P     | Khalid Eisa                                   |
| 18 | Emirati Arabi Uniti (bandiera) | C     | Khalid Al-Balochi                             |
| 20 | Tunisia (bandiera)             | D     | Yassine Meriah                                |
| 21 | Marocco (bandiera)             | C     | Soufiane Rahimi                               |
| 22 | Emirati Arabi Uniti (bandiera) | C     | Saeed Ahmed                                   |

| N. |                                | Ruolo | Calciatore                    |
| -- | ------------------------------ | ----- | ----------------------------- |
| 23 | Emirati Arabi Uniti (bandiera) | D     | Mohamed Ahmed (vice capitano) |
| 24 | Serbia (bandiera)              | C     | Andrija Radovanovic           |
| 25 | Emirati Arabi Uniti (bandiera) | C     | Ali Al-Balochi                |
| 27 | Emirati Arabi Uniti (bandiera) | C     | Sultan Al-Shamsi              |
| 29 | Emirati Arabi Uniti (bandiera) | D     | Omar Saeed                    |
| 30 | Emirati Arabi Uniti (bandiera) | C     | Mohammed Khalfan              |
| 31 | Emirati Arabi Uniti (bandiera) | P     | Suhail Al-Shamsi              |
| 33 | Costa d'Avorio (bandiera)      | D     | Kouame Autonne                |
| 34 | Brasile (bandiera)             | D     | Rafael Pereira                |
| 42 | Brasile (bandiera)             | C     | Jonatas Santos                |
| 44 | Emirati Arabi Uniti (bandiera) | D     | Saeed Juma                    |
| 70 | Emirati Arabi Uniti (bandiera) | C     | Mohammed Abbas                |
| 72 | Sudan (bandiera)               | A     | Mohamed Awadalla              |
| 74 | Egitto (bandiera)              | D     | Adham Khalid                  |
| 75 | Emirati Arabi Uniti (bandiera) | D     | Zayed Al Harthi               |
| 88 | Emirati Arabi Uniti (bandiera) | C     | Naser Al-Shikali              |
| 89 | Emirati Arabi Uniti (bandiera) | C     | Ahmed Al-Qatesh               |
| 90 | Emirati Arabi Uniti (bandiera) | A     | Eisa Khalfan                  |

## Calciomercato

### Sessione estiva(dall'1/7 all'1/9)
| Acquisti | Acquisti           | Acquisti        | Acquisti                 |
| R.       | Nome               | da              | Modalità                 |
| -------- | ------------------ | --------------- | ------------------------ |
| P        | Sultan Al-Mantheri | Al-Wasl         | definitivo               |
| D        | Kouame Autonne     | Khor Fakkan     | definitivo               |
| D        | Sultan Al-Shamsi   | Baniyas         | definitivo               |
| C        | Cristian Guanca    | Al-Shabab       | prestito                 |
| D        | Yassine Meriah     | Olympiacos      | definitivo (1.500.000 €) |
| C        | Soufiane Rahimi    | Raja Casablanca | definitivo (2.550.000 €) |
| C        | Saeed Ahmed        | Shabab Al-Ahli  | definitivo               |

| Cessioni | Cessioni             | Cessioni      | Cessioni       |
| R.       | Nome                 | a             | Modalità       |
| -------- | -------------------- | ------------- | -------------- |
| D        | Tsukasa Shiotani     | -             | fine contratto |
| C        | Fahad Hadeed         | Khor Fakkan   | definitivo     |
| D        | Mohammed Fayez       | -             | fine carriera  |
| D        | Ismail Ahmed         | -             | fine carriera  |
| C        | Shōya Nakajima       | Porto         | fine prestito  |
| D        | Wilson Eduardo       | -             | fine contratto |
| D        | Ali Al-Haidhani      | Al-Uruba      | definitivo     |
| C        | Mohammed Helal       | Ajman         | fine prestito  |
| C        | Mohammed Abdulrahman | Al-Wasl       | definitivo     |
| D        | Mohanad Salem        | Ittihad Kalba | prestito       |
| P        | Ibrahim Al-Kaebi     | Al-Uruba      | prestito       |
| C        | Falah Waleed         | Khor Fakkan   | prestito       |

### Sessione invernale(dall'1/1 al 31/1)
| Acquisti | Acquisti        | Acquisti         | Acquisti   |
| R.       | Nome            | da               | Modalità   |
| -------- | --------------- | ---------------- | ---------- |
| D        | Omar Saeed      | Hatta Club       | definitivo |
| D        | Danilo Arboleda | Sheriff Tiraspol | definitivo |

| Cessioni | Cessioni          | Cessioni    | Cessioni       |
| R.       | Nome              | da          | Modalità       |
| -------- | ----------------- | ----------- | -------------- |
| D        | Ahmed Jamal       | Hatta Club  | fine contratto |
| C        | Idriss Mzaouiyani | Fujairah    | definitivo     |
| C        | Mohammed Jamal    | Al-Jazira   | prestito       |
| A        | Jamal Maroof      | Khor Fakkan | prestito       |